# Scopula promutata
Scopula promutata är en fjärilsart som beskrevs av Achille Guenée 1858. Scopula promutata ingår i släktet Scopula och familjen mätare. Inga underarter finns listade.